# Foramen de Panizza
El Foramen de Panizza es un orificio que comunica la aorta izquierda y derecha poco después de salir del corazón en los reptiles del orden Crocodilia. Debe su nombre al médico y anatomista italiano Bartolomeo Panizza que realizó su descripción en 1833.

## Descripción
Los Crocodilia, a diferencia del resto de los reptiles, tienen el ventrículo izquierdo y derecho separados completamente por un tabique intervertricular, por lo que disponen de un corazón de cuatro cámaras. Del ventriculo derecho surgen dos vasos principales, la arteria pulmonar y la arteria aorta izquierda, del ventrículo izquierdo surge la arteria aorta derecha, ambas aortas se comunican poco después de salir del corazón mediante el foramen de Panizza. Este sistema permite regular el flujo de salida del corazón dependiendo de las condiciones. Cuando el animal se encuentra en apnea por inmersiones prolongadas, la mayor parte de la sangre se desvía hacia las arterias aortas y se restringe mucho la circulación pulmonar que no es necesaria en esas circunstancias.